# 徐蔚南
徐蔚南（1900年—1952年1月）是一位中国作家、翻译家，筆名澤人。

## 生平
1900年出生于江蘇省吳縣，毕业于庆应义塾大学。1923年参加新南社，1925年参加文学研究会，1935年担任南社纪念会编辑部主任，1945年后担任上海通志馆副馆长，还担任上海復旦實驗中學教員、上海世界書局編輯。

## 著作
- 著有《春之花》、《都市的男女》、《奔波》、《乍浦遊簡》、《藝術哲學》等。
- 譯有《莫泊桑小說集》、《屠格涅夫散文詩》、《印度童話集》等。